# Jens Fischer (Kameramann)
Jens Erling Fischer (* 24. August 1946 in Bromma, Stockholm, Schweden) ist ein schwedischer Kameramann.

## Leben
Jens Erling Fischer ist der Sohn des Kameramannes Gunnar Fischer und jüngerer Bruder des Kameramannes Peter Fischer. Bereits als Kind begleitete er seinen Vater bei dessen Filmdrehs. So war er auch beim Filmen von Ingmar Bergmans Das siebente Siegel (1957), Wilde Erdbeeren (1957), Die Zeit mit Monika (1953) und Das Gesicht (1958) dabei, wobei er als Kinderdarsteller in Sehnsucht der Frauen mitspielte. Später studierte er an der Sorbonne in Paris Kunst und Musikgeschichte. Nach seiner Rückkehr nach Schweden begann er als Fotograf zu arbeiten, bevor er 1986 mit Kinderfilm Wir Kinder aus Bullerbü als Kameramann für einen Kinofilm debütierte. Er gewann für seine Arbeiten an Der letzte Tanz, Under ytan und  The Queen of Sheba's Pearls jeweils den schwedischen Filmpreis Guldbagge für die Beste Kamera, womit er zum Rekordpreisträger dieser Kategorie wurde.

## Filmografie (Auswahl)
- 1986: Wir Kinder aus Bullerbü (Alla vi barn i Bullerbyn)
- 1987: Neues von uns Kindern aus Bullerbü (Mer om oss barn i Bullerbyn)
- 1988: Allerliebste Schwester (Allrakäraste syster)
- 1991: Der Fassadenkletterer (Fasadklättraren)
- 1992: Der Lehrling des Meisterdiebs (Stortjuvens pojke)
- 1992: Fanny's Farm (Änglagård)
- 1992: Tödliches Verlangen (Svart Lucia)
- 1993: Der letzte Tanz (Sista dansen)
- 1997: Under ytan
- 1998: Das Glück kommt morgen (Under solen)
- 1999: Der Weg nach draußen (Vägen ut)
- 1999: Momente der Wahrheit (Sanna ögonblick)
- 2000: Reißende Wasser (Järngänget)
- 2001: Deadline – Terror in Stockholm (Sprängaren)
- 2004:  The Queen of Sheba's Pearls